# ولایت بیچو

نقشه ژاپن در سال ۱۸۶۸ میلادی. این ولایت با رنگ تیره مشخص شده‌است.

ولایت بیچو (به ژاپنی: 備中国 Bitchū no kuni) یکی از ولایت‌ها در تقسیم‌بندی کشوری قدیم ژاپن بود.